# 飴ガラス
飴ガラス（あめガラス、英語: sugar glass）は、ガラスに似た外観を持つ、砂糖や澱粉の加工品である。主に映画やドラマの特殊効果で用いる。

## 概要
映画やドラマの格闘シーンやアクションシーンで、人間をビール瓶などの飲料瓶で殴ったり、ガラスのドアやテーブルに倒れ込むなど、それらが激しく砕け散る斗技が見られるが、その撮影に本物のガラスを用いると演者の怪我や生命に危険がある。ガラスは強い衝撃を加えると破損するが硬度は強く、人体に致命的な障害が加わらない程度の衝撃では容易に割れない場合がある。強化ガラスなどを除いて割れた破片は鋭利で、演出意図に沿わずに壊れる可能性もあるため、容易に壊れて人体に危険が低い素材として、飴ガラスが多用される。
日本の映像制作では、飴や砂糖でないものも「実際のガラス製ではない、割れても安全性の高い特殊効果用のガラス風小道具」を“飴ガラス”もしくは“アメガラス”と習慣的に称する。

## 製法
砂糖とコーンスターチなどの澱粉に少量の水を加えたものを150℃程度に熱して液化し、必要に応じてカラメルなどで着色して型に流し冷却して外形ができる。澱粉質は砂糖が冷える際の再結晶化防止のために添加する。ほかにクリームタータも多く添加する。結晶化すると、型に合致したものが形成されず、不透明となる。
冷えて固まったものを型から外し、必要に応じてロゴなどを記し、ラベルを貼付するなど装飾して完成となる。
原材料は食品のために口にしても支障はないが、甘味は少ない。

## 欠点
材料が吸湿して曇りを生じ、熱で変形し易く、製造後は長時間の保存が困難である。映画撮影は照明を多く使用して熱を受けることが多く、使用直前まで冷蔵しておくことが求められる。割れ易く、輸送途中で破損し易く、大量生産や作り置きに不向きであることから、手作りで高価となり、ロジンなど樹脂製のものへ置き換えられつつある。
ガラスに比して危険ではないが、ガラスよりも破片が細かい。
撮影現場で管理が不十分な場合に「飴ガラス製のものと実際のガラス製品を取り違えた」「飴ガラス製品だと思い込んで実際のガラス製品で演者を殴った」後述のジャッキー・チェンのように「複数ある窓のうち飴ガラスに換装されていない本物のガラス窓の方に飛び込んでしまった」など事故例もあり、ジャッキー・チェンのスタントチームはほとんどを実際のガラスを用いて撮影している。ジャッキーは「偽物のガラスは危険なんだ。何故か本物だと怪我をしない。」と語り、『レッド・ブロンクス』の瓶攻めシーンでも本物のガラス瓶が使われた。『ポリス・ストーリー2/九龍の眼』で、ガラスに飛び込んだ瞬間に顔面を負傷し、骨が見えるほど腕を負傷した。このシーンの予定は飴ガラスに飛び込むことになっていた。